# Sikiru Adeyemi
Sikiru Adeyemi (né le 2 juillet 1998) est un athlète nigérian, spécialiste des épreuves de sprint.

## Biographie
Médaillé de bronze du relais 4 × 400 m lors des Jeux africains de 2019 et des championnats d'Afrique 2022, il remporte en 2024 deux médailles lors des Jeux africains d'Accra au Ghana : le bronze au titre du relais 4 × 400 m et l'or au titre du relais 4 × 400 m mixte en compagnie de Ifeanyi Emmanuel Ojeli, Patience Okon George et Omolara Omotoso.

## Palmarès
| Date | Compétition            | Lieu         | Résultat | Épreuve         | Marque        |
| ---- | ---------------------- | ------------ | -------- | --------------- | ------------- |
| 2019 | Jeux africains         | Rabat        | 3e       | 4 × 400 m       | 3 min 3 s 42  |
| 2022 | Championnats d'Afrique | Saint-Pierre | 3e       | 4 × 400 m       | 3 min 7 s 05  |
| 2024 | Jeux africains         | Accra        | 3e       | 4 × 400 m       | 3 min 1 s 84  |
| 2024 | Jeux africains         | Accra        | 1er      | 4 × 400 m mixte | 3 min 13 s 26 |

## Records
| Épreuve | Marque  | Lieu  | Date         |
| ------- | ------- | ----- | ------------ |
| 400 m   | 45 s 93 | Akure | 12 mars 2021 |